# Samuel Tweedy
Samuel Tweedy (* 8. März 1776 im Dutchess County, Provinz New York; † 1. Juli 1868 in Danbury, Connecticut) war ein US-amerikanischer Politiker. Zwischen 1833 und 1835 vertrat er den Bundesstaat Connecticut im US-Repräsentantenhaus.

## Werdegang
Samuel Tweedy wurde in dem kleinen Ort Nine Partners im Süden des Staates New York geboren. Später zog er nach Danbury in Connecticut, wo er eine politische Laufbahn begann. In seiner neuen Heimatstadt bekleidete er mehrere lokale Ämter. In den Jahren 1818, 1820 und 1824 wurde er in das Repräsentantenhaus von Connecticut gewählt; zwischen 1826 und 1828 gehörte er dem Staatssenat an. In den 1820er Jahren schloss sich Tweedy der Bewegung um Präsident John Quincy Adams an, aus der dann die kurzlebige National Republican Party entstand, die in Opposition zu Andrew Jackson und dessen Demokratischer Partei stand.
Bei den Kongresswahlen des Jahres 1832 wurde Tweedy im sechsten Kongresswahlbezirk von Connecticut in das US-Repräsentantenhaus in Washington, D.C. gewählt, wo er am 4. März 1833 die Nachfolge von William L. Storrs antrat. Bis zum 3. März 1835 absolvierte er nur eine Legislaturperiode im Kongress. Diese wurde von den Diskussionen um die Politik von Präsident Jackson überschattet. Dabei ging es um dessen Plan, die Bundesbank zu zerschlagen, die Nullifikationskrise mit dem Staat South Carolina und die Haltung Jacksons hinsichtlich des Indian Removal Act.
Nach dem Ende seiner Zeit im US-Repräsentantenhaus trat Samuel Tweedy politisch nicht mehr in Erscheinung. Er starb im Juli 1868 92-jährig in Danbury.